# Sadici piangenti
I Sadici piangenti è stato un duo cabarettistico musicale napoletano attivo nella seconda metà degli anni settanta.

## Storia del gruppo
Costituito da Renato Rutigliano e Benedetto Casillo basava la sua vis satirica su sketch che ritraevano in maniera grottesca situazioni quotidiane legate a temi più o meno leggeri come la disoccupazione o l'arte di arrangiarsi.
In seguito fece parte del duo, insieme a Renato Rutigliano, Gino Briglione, attuale componente dei Gipsy Fint.

## Discografia parziale

### 33 giri
- 1976: Malori bollati (Gulp!, doppio album; disco 1 - Lato A: Introduzione / Sul cornicione / Il tram Lato B: Lo spillucchero; disco 2 - Lato A: Forcella street / Il sacchetto a perdere / Pasquale Papagno Lato B: 'a luna rossa / Dieci di spade e dieci di denari / Noi non possiamo separarci)
- 1977: Riuscirà la papera a galleggiare anche se l'acqua è troppo poca? (Gulp!, SIL 1182/1183; doppio album)
- 1978: I più grandi successi (Gulp!)
- 1979: ...'ncoppa a n'albero 'e patane sta cantanno nu merluzzo (Studio 7, L.P.N. 1143)
- 1981: All'incontrario (Studio 7)

### 45 giri
- 1975: Forcella street/Canta Campania (Moon, 9031)

### CD
- 1994: I successi dei Sadici Piangenti (tracce: San Ciro e 'o Pateterno / Sul cornicione / 'a fede e 'a nascita / Il cicerone / Dieci di spade e dieci di denari / Il tram / Forcella street)